# Point Sturt
Point Sturt är en udde i Australien. Den ligger i kommunen The Coorong och delstaten South Australia, omkring 75 kilometer sydost om delstatshuvudstaden Adelaide.
Trakten runt Point Sturt är nära nog obefolkad, med mindre än två invånare per kvadratkilometer.. Närmaste större samhälle är Hindmarsh Island, omkring 17 kilometer väster om Point Sturt. 
Genomsnittlig årsnederbörd är 584 millimeter. Den regnigaste månaden är juni, med i genomsnitt 99 mm nederbörd, och den torraste är december, med 18 mm nederbörd.